# Utbytesväxelverkan
Utbytesväxelverkan är en kvantmekanisk effekt som förekommer enbart mellan identiska partiklar. Den är en effekt av permutationssymmetrierna hos kvanttillstånd för system med identiska partiklar. För fermioner är vågfunktionen antisymmetrisk, medan den för bosoner är symmetrisk under permutation av de ingående partiklarnas identiteter. För till exempel fermioner leder detta till Pauliprincipen och, mer allmänt, att fermioner repellerar varandra på grund av sin antisymmetri, ett fenomen även känt som Paulirepulsion. På motsvarande sätt attraherar bosoner varandra på grund av sin symmetri. Således är utbytesväxelverkan repellerande för fermioner och attraherande för bosoner.
Utbytesväxelverkan har långtgående fysikaliska konsekvenser. Bland annat leder det till förekomsten av ferromagnetism. Ingen klassisk motsvarighet existerar till utbytesväxelverkan.